# Italia Viva
Italia Viva (IV) é um partido político italiano fundado em 16 de setembro de 2019 por Matteo Renzi depois de sua desfiliação do Partido Democrático, sendo oficialmente uma dissidência deste último.

## História
A 16 de setembro de 2019, Matteo Renzi, ex Presidente do Conselho e ex secretário do Partido Democrata, anuncia numa entrevista à la Repubblica sua saída  deste último e no dia seguinte anuncia que o novo partido chamado Itália Viva.
No dia seguinte, o líder do novo partido anuncia o grupo parlamentar e seus componentes entre os quais figuram os nomes de Roberto Giachetti, já apresentado à Segreteria do Partido Democrata, de Maria Elena Boschi, Davide Faraone e Gennaro Migliore.
O líder do partido Matteo Renzi tem afirmado que a nova força política apoiará plenamente o segundo Governo Conde, do qual fazem parte os ministros Teresa Bellanova e Elena Bonetti.
Em 19 de setembro, oficializou-se a bancada parlamentar do partido na Câmara dos Deputados, tendo sido composta originalmente por 25 membros.

## Nas instituições

### Câmara dos deputados
28 deputados
No grupo Itália Viva: Lucia Annibali, Michele Anzaldi, Maria Elena Boschi, Nicola Carè, Matteo Colaninno, Camillo D’Alessandro, Vito De Filippo, Mauro Del Barba, Marco Di Maio, Cosimo Ferri, Silvia Fregolent, Maria Chiara Gadda, Roberto Giachetti, Gianfranco Librandi, Luigi Marattin, Gennaro Migliore, Mattia Mor, Sara Moretto, Luciano Nobili, Lisa Noja, Giuseppina Occhionero, Raffaella Paita, Giacomo Portas, Ettore Rosato, Ivan Scalfarotto, Gabriele Toccafondi, Catello Vitiello, Massimo Ungaro.

### Senado da República
No grupo Partido Socialista-Itália Viva: Teresa Bellanova, Francesco Bonifazi, Eugenio Comincini, Donatella Conzatti, Giuseppe Cucca, Davide Faraone, Laura Garavini, Nadia Ginetti, Leonardo Grimani, Ernesto Magorno, Mauro Maria Marinho, Annamaria Parente, Matteo Renzi, Daniela Sbrollini, Valeria Sudano, Gelsomina Vono.

### Governos
Faz parte do Segundo Governo Conte, em coligação com M5S, PD e LeU.

### Ministros e secretários de estado

#### Conte II
- Teresa Bellanova, Ministra das Políticas agrícola, alimentar, florestal e do Turismo  ( desde 5 setembro 2019)
- Elena Bonetti, Ministra da Igualdade de Oportunidades e da Família (desde 5 setembro 2019)
- Ivan Scalfarotto, Secretário de Estado do Ministério dos Negócios Estrangeiros e Cooperação Internacional (desde 13 setembro 2019)